# Armslængdeprincippet
Armslængdeprincippet er et princip om at politikere bør afstå fra detailstyring af økonomiske midler til forskellige områder, primært inden for kulturlivet.

Den socialdemokratiske kulturminister Julius Bomholt sagde som den første kulturminister at man skulle "Støtte, men ikke styre", dette princip i kulturpolitik blev sidenhen kaldt "armslængdeprincippet". Men ordet "armslængdeprincippet" blev i følge Dansk Sprognævn første gang brugt i 1994 af Jytte Hilden i et debatindlæg i Politiken, hvor hun bl.a. skrev: 
| Citat | Så store dele som muligt af kulturbevillingerne skal lægges ud til de råd og nævn, der i dag kun varetager dele af den konkrete kulturstøtte. Vi kalder det "armslængdeprincippet" (…) | Citat |
|       | |       |

Princippet bruges også om skattepolitik hvorom der siges: Skattepligtige omfattet af kredsen i ligningslovens § 2 skal ved opgørelsen af den skattepligtige indkomst anvende priser og vilkår for handelsmæssige eller økonomiske transaktioner med kontrollerede parter i overensstemmelse med, hvad der kunne være opnået, hvis transaktionerne var afsluttet mellem uafhængige parter. Den samme kreds af skattepligtige skal, jf. skattekontrollovens § 3 B, udfærdige og opbevare skriftlig dokumentation for, hvorledes priser og vilkår er fastsat for de kontrollerede transaktioner. Den skriftlige dokumentation skal kunne danne grundlag for en armslængdevurdering.

## Princippet
Armslængdeprincippet består af tre punkter
- Politikerne fastlægger de økonomiske og lovmæssige rammer.
- Råd bestående af sagkyndige fordeler støttemidler.
- Rådsmedlemmer sidder i en begrænset periode.

## Oprindelse
I England lavede man i 1945, som modtræk mod Nazi-Tysklands og Sovjetunionens brug af kunst til politiske formål, Arts Council. Nogle mener at dette var forbilledet for oprettelsen af det danske armslængdeorgan, Statens Kunstfond, i 1964. Men ifølge Jørn Langsted blev Statens Kunstfond oprettet ud fra danske forhold og overvejelser, og ikke som en tillempet kopi af den engelske model. I 1962 blev der nedsat et kulturudvalg der skulle vurdere vilkårene for kunsten og komme med idéer og forslag til forbedringer. Dette medførte dannelsen af Danmarks første armslængdeorgan, Statens Kunstfond.